# Anthophora abrupta

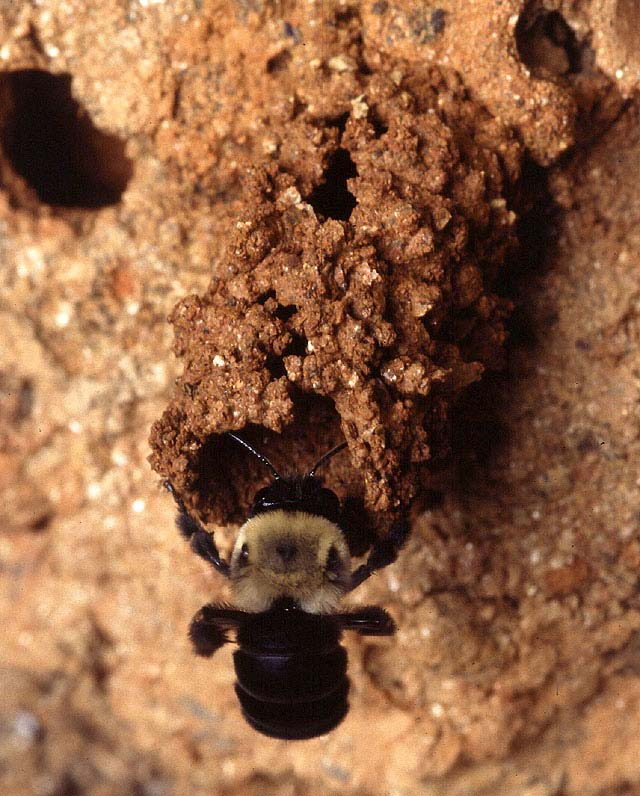
Entrada del nido

Anthophora abrupta es una especie de abeja del género Anthophora, familia Apidae. Fue descrita científicamente por Say en 1837.
La hembra mide 14.5–17 mm, el macho 12–17 mm. El macho tiene pelos alrededor del clípeo con aspecto de bigote. Construye nidos en la tierra con una torrecilla de arcilla. Forran el interior del nido con una secreción de la glándula de Dufour. Pasan la  mayor parte del invierno en estadio de prepupa. Los adultos son activos de marzo o abril a septiembre. Visitan flores de una variedad de familias de plantas. La especie es nativa del este de los Estados Unidos y Canadá.